# Nuculana minuta
Nuculana minuta is een tweekleppigensoort uit de familie van de Nuculanidae. De wetenschappelijke naam van de soort is voor het eerst geldig gepubliceerd in 1776 door Otto Friedrich Müller.